# 1941 في تشيلي
فيما يلي قوائم الأحداث التي وقعت خلال عام 1941 في تشيلي.

## رياضة
- 1 يناير – كأس أمريكا الجنوبية 1941

## مواليد

### يوليو
- 25 يوليو – راؤول رويز

## وفيات

### نوفمبر
- 18 نوفمبر – كريس واتسون (مواليد 1867)
- 25 نوفمبر – بيدرو أغيري سيردا (مواليد 1879)